# Mario Paonessa
Mario Paonessa (ur. 9 grudnia 1990 w Vico Equense) – włoski wioślarz.

## Osiągnięcia
- Mistrzostwa Świata Juniorów – Pekin 2007 – ósemka – 4. miejsce[1].
- Mistrzostwa Świata Juniorów – Linz 2008 – ósemka – 4. miejsce[1].
- Mistrzostwa Świata U-23 – Račice 2009 – czwórka podwójna – 2. miejsce[1].
- Mistrzostwa Europy – Brześć 2009 – dwójka bez sternika – 10. miejsce[1].
- Mistrzostwa Europy – Montemor-o-Velho 2010 – czwórka bez sternika – 4. miejsce[1].